# Alpe du Grand Serre
L'Alpe du Grand Serre est une station de sports d'hiver située dans les Alpes du Nord, sur la commune de La Morte, à 1 370 mètres d'altitude. La station est située au col de La Morte aux portes de l'Oisans entre la vallée de la Romanche et la vallée de la Roizonne.
Entourée par le Taillefer (2 857 m) et la montagne du Grand Serre (2 141 m), elle est desservie pour ses clients étrangers par l'aéroport de Grenoble-Isère.
Les pouvoirs publics prennent la décision à l'été 2025 de fermer la station.

## Histoire
La station de ski est créée en 1938 sous le nom de « La Morte ». Elle changera de nom dans les années 1960.
La société des remontées mécaniques SAGASA créée par quelques Grenoblois et surtout Stéphanois, avec le soutien de la commune, entreprend la construction du téléski le Petit Mollard.
Il est bientôt prolongé par le Grand Mollard qui fonctionne dans un premier temps avec des luges, remplacées ensuite par des enrouleurs à perche doubles, les pioches.
Pour accueillir les skieurs, une salle polyvalente avec restaurant et bar est installée à l'emplacement du chalet Le Nivose actuel et un hôtel bar est construit tout à côté, l'hôtel du Grand Serre.
La Seconde Guerre mondiale interrompt le développement de la jeune station. Les représailles des soldats allemands contre les maquisards retranchés dans les montagnes et les règlements de compte entre Français ravagent la commune : le bétail est anéanti, les hôtels brûlent. Les câbles des remontées mécaniques sont démontés pour d'autres utilisations.
La guerre enfin terminée, la SAGASA, malgré de grandes difficultés financières tente de remettre la station en état, mais en 1961, n'ayant plus les moyens d'en assurer le fonctionnement, elle passe la main à un groupe de murois avec à sa tête M. Jean Morel, pharmacien à la Mure et maire de cette commune (de 1965-1971 puis de 1977-1980). Une piste de la station porte d'ailleurs son nom (piste bleue des cochettes).
La nouvelle société, la SATELAM, procède aux différents travaux et la station reprend bientôt son activité.
Alors que les jeunes de la commune, attirés par les facilités de la ville, quittent l'Alpe du Grand Serre pour travailler dans les usines de la vallée ou encore s'installer dans les Hautes-Alpes et les Pyrénées, les touristes se font de plus en plus nombreux. Au milieu des années 1950, M. Roger Vincent crée la première ESF qui regroupe 10 moniteurs en 1960. En 1961, le téléski du Sérriou est construit, et presque chaque année, on verra la naissance d'une nouvelle liaison.
Dans le même temps, des aménagements sont faits sur les pistes : suppression des bosses, élargissement des couloirs, etc. Certaines pistes demandent d'ailleurs des travaux sur plusieurs années et des travaux de terrassement très importants comme la piste des vallons par exemple.
Une machine de damage, l'Iseran, remplace bientôt le damage au rouleau, le balisage des pistes et la sécurité des skieurs sont désormais assurés.
En 1987, on compte 20 remontées mécaniques modernes et la liaison avec la station de Saint-Honoré 1500 est déjà ouverte. La clientèle trouve là une deuxième porte d'entrée sur le domaine skiable des portes de l'Oisans.
Le domaine atteint sa maturité et sa qualité augmente régulièrement, mais quelques années plus tard la SATELAM connaît des problèmes financiers et en décembre 1996, le SIAG (Syndicat Intercommunal pour l'Aménagement et la Gestion du domaine du Grand Serre) fait appel à une nouvelle société pour exploiter son domaine skiable, Nivis. Depuis 2001, c'est la SATA, société d'aménagement touristique de l'Alpe d'Huez et des Grandes Rousses et du Grand Serre qui est l'exploitant du domaine skiable de l'Alpe du Grand Serre. Le SIAG et la SATA ont signé en 2004 une Délégation de Service Public (DSP) pour la gestion du domaine skiable de l'Alpe du Grand Serre pour une durée de 18 ans
Aujourd’hui, le domaine skiable occupe environ 220 ha avec 14 remontées mécaniques. Historiquement gérée par la commune de La Morte, le domaine skiable de l'Alpe du Grand Serre est, entre 2001 et 2014, exploité par la Société d'Aménagement du Tourisme de l'Alpe d'Huez et des Grandes Rousses (S.A.T.A.). Dès 2015, ce n'est plus le cas, donc la station retrouve une plus grande indépendance. 
Le 4 octobre 2024, en raison du trop grand déficit, la fermeture définitive de la station est actée. Mais un sursis pour la saison 2024-2025 est voté le 22 par la communauté de communes à la suite de l'obtention de fonds supplémentaires issus d'une collecte et des pouvoirs publics. La décision de ne plus rouvrir la station est prise à l'été 2025.

## Caractéristiques techniques
Le domaine skiable de l'Alpe du Grand Serre est composé de plusieurs secteurs :
- La Blache
  - Télésiège de la Blache
  - Téléski des Rinnes
  - Télésiège du Serriou (pour se rendre aux Bergeries)
  - Téléskis des Bambins 1 et 2
  - Téléski Baby Blache
- Les Bergeries
  - Télésiège Portes Sud
  - Téléski du Parché
  - Téléski des Pâtres
  - Téléski du Pérollier
  - Téléski des Cloutons
  - Téléski de l'Ollière
- Le Désert
  - Téléski des Cochettes

Les remontées mécaniques du domaine skiable :
- 3 télésièges :
  - La Blache
  - Le Serriou
  - Portes Sud
- 9 téléskis (dont 2 doubles).
  - Les Bambins (double)
  - Le Baby Blache
  - Les Cochettes (double)
  - Rinnes
  - Le Parche
  - Les Pâtres
  - Le Pérollier
  - L'Ollière
  - Les Cloutons